# Mikušovce (Banská Bystrica)
Mikušovce (in ungherese Miksi) è un comune della Slovacchia facente parte del distretto di Lučenec, nella regione di Banská Bystrica.